# مولتی‌میت (نرم‌افزار)
مولتی‌مِیْت (به انگلیسی: MultiMate) یک نرم‌افزار واژه‌پرداز بود که بدست شرکت مولتی‌میت اینترنشنال برای رایانه‌های IBM PC MS-DOS در آغازین دهه‌ی ۱۹۸۰ گسترش داده شد.

## تاریخچه
شرکت بیمه عمر Connecticut Mutual با ۱۰۰۰ رایانه، یکی از نخستین خریداران بزرگ آی‌بی‌ام پی‌سی بود. این شرکت شرکت WH Jones & Associates را استخدام کرد تا نرم‌افزار پردازش واژه‌ای برای این رایانه بنویسد که نیازی به آموزش بازباره‌ی کارمندانش که از پیش با واژهپرداز Wang آشنا بودند، نداشته باشد. ویل جونز، فرنشین WH Jones، و پنج گسترش‌دهنده‌ی دیگر این نرم‌افزار را ایجاد کردند.  WH Jones حق فروش برنامه را به جای دیگر حفظ کرد و WordMate در دسامبر ۱۹۸۲ پدیدار شد. این شرکت نام خود را به SoftWord Systems و سپس Multimate International دگرگونی داد، در حالی که WordMate را به MultiMate دگرگونی نام داد. در تبلیغات آمده بود که MultiMate «ویژگی‌ها و کنشکردهای یک سامانه‌ی اختصاصی را تقلید می‌کند»، و اینکه «از روی واژه‌پرداز Wang مدل‌سازی شده است». مانند Connecticut Mutual، بسیاری از خریداران آن را به دلیل مانستگی با سامانه‌ی Wang خریداری کردند.
مولتی‌میت به گستردگی برای کاربران نهایی بازاریابی نشد، ولی به تندی در میان شرکت‌های بیمه، شرکت‌های حقوقی، سایر کاربران کامپیوترهای تجاری و سازمان‌های دولتی ایالات متحده و ارتش محبوب شد. در حالی که کلیدبرگ Wang WP با کلیدبرگ اصلی رایانه‌ی شخصی ناهمگون است، مولتی‌میت با ارائه یک الگوی پلاستیکی بزرگ که روی کلیدبرگ رایانه شخصی جای می‌گیرد و برچسب‌های چسبی برای جلوی کلیدهای رایانه‌ی شخصی، این ناهمسانی را جبران کرد. این الگو و برچسب‌ها، کلیدهای آمیغی را با کاربری از کلیدهای SHIFT، ALT و CTRL با هر ۱۰ کلید پردازه رایانه‌ی شخصی و بسیاری از کلیدهای کاراکتری، کدگذاری رنگی می‌کنند. مانند سامانه‌های Wang، MultiMate بیشتر کنش ویرایش را با کلیدهای پردازه کنترل می‌کند و چهار کنشکرد را به هر یک از ۱۰ کلید پردازه ویژه می‌کند، که IBM در ابتدا آنها را در سمت چپ کلیدبرگ در دو ردیف ستونی جای داده بود. همچنین یک برگه‌ی "خلاصه‌ی سند" برای هر سند پیش می‌آورد، یکی دیگر از ویژگی‌های Wang که امکان مدیریت اسناد پیچیده‌تر از نام‌های کوتاه فایل مجاز توسط MS-DOS و PC DOS را فراهم می‌کند. از آنجایی که گزینش کنشکرد از راه فهرستهای کشویی بالای نمایشگر که بدست کلید کنترل می‌شوند توسط سایر برنامه‌ها رایج شد، MultiMate فهرست را افزود.
محبوبیت MultiMate به سرعت افزایش یافت. در ژانویه ۱۹۸۳، به دلیل فروش پایین، حقوق برخی از کارمندان با تأخیر پرداخت شد، ولی دو ماه پس، پس از انتشار نقدهای خوب در مجلات، درآمد ۲۵ برابر شد. فروش مالی این شرکت در سال ۱۹۸۴، ۱۵ میلیون دلار یا بیشتر بود،  و تا آغازین سال ۱۹۸۵، پایگاه MultiMate در شرکت‌ها به بزرگی پایگاه WordStar، رهبر پیشین بازار، بود.  جونز این شرکت را در دسامبر ۱۹۸۵ به اشتون-تیت  با بهای حدود ۲۰ میلیون دلار فروخت.  در یک گفتارنامه‌ی روزنامه‌نگاری از اشتون-تیت، این خرید "بزرگترین خرید در صنعت نرم‌افزار میکروکامپیوتر" نامیده شد. 
دیگر کالاهای MultiMate شامل نسخه‌های نرم‌افزار به زبان‌های خارجی (مثلاً "MultiTexto" در اسپانیایی)، یک کارت رابط سخت‌افزاری برای ترابرد فایل با سامانه‌های Wang، یک کلیدبرگ با کلیدهای پردازه‌ای اضافی و نسخه‌هایی از MultiMate برای رایانه‌های شخصی مختلف مبتنی بر MS-DOS و تار‌های رایانه‌ای از Novell ، 3COM و IBM ( Token Ring ) بود. تلاش‌های نخستین برای ساخت یک MultiMate Data Manager و List Manager داخلی هرگز به بازار نرسید.
شرکت Multimate International نرم‌افزار اصلی پردازش نوشتار و ابزارهای کاربردی (تبدیل فایل، درایورهای چاپگر) را گسترش داد، ولی زیربرنامه‌هایی را برای بررسی املا و دستور زبان، مدیریت فهرست، ترسیم خطوط کلی و گنجاندن گرافیک در اسناد پردازش نوشتار (MultiMate GraphLink) خریداری و تطبیق داد. علاوه بر تغییر نام تجاری چنین برنامه‌های توسعه‌یافته خارجی، Multimate مستندات هر برنامه را بازنویسی کرد و رابط‌های برنامه را برای شباهت بیشتر به پردازشگر متن تطبیق داد. آخرین نسخه MultiMate با بسیاری از این برنامه‌های افزودنی تحت نام محصول "MultiMate Advantage" بسته‌بندی شد تا با سایر نرم‌افزارهای پردازشگر متن، به ویژه IBM DisplayWrite برای DOS - که توسعه‌دهندگان Multimate International آن را رقیب اصلی خود در بازار کسب و کار می‌دانستند - و تا حد کمتری با WordPerfect ، تجسم DOS مایکروسافت ورد ، و پردازشگر متن Samna که ریشه در یک کامپیوتر پردازشگر متن اداری دیگر داشت، رقابت کند.
یکی از نخستین نسخه‌های «کپی» MultiMate به همراه یک کامپیوتر شخصی قابل حمل اولیه ساخته شده توسط Corona ارائه شد. نسخه‌های دیگر برای مطابقت با کامپیوترهای شخصی شرکت‌های Radio Shack ، Texas Instruments ، Toshiba ، لپ‌تاپ اولیه Grid و IBM PC Junior نوشته شدند.
مستندات دقیق واژه‌پرداز MultiMate، که به سرعت به سه جلد رسید، به این محصول حس یک «محصول اداری» را می‌دهد، که از کاغذ باکیفیت استفاده می‌کند و بخش مرجع اصلی آن در یک زونکن پددار با سه‌پایه تاشو ارائه می‌شود. (یکی از افسانه‌های شرکت این بود که ابتدا دفترچه راهنمای کاربر MultiMate توسط یک مدیر باتجربه Wang WP نوشته شده، سپس به برنامه‌نویسان گفته شده که نرم‌افزاری مطابق با آن بنویسند، و به این ترتیب Wang WP ایجاد شد.)
نسخه‌های نخستین MultiMate به کاربران دسترسی نامحدود به یک شماره پشتیبانی رایگان و وعده ارتقاء کم‌هزینه می‌داد که به جمعیت کاربران اختصاصی آن کمک کرد. سیاست‌های پشتیبانی بعداً با رویه‌های استاندارد Ashton-Tate مطابقت داده شد.
MultiMate از انواع کلون‌های کامپیوتر و صدها چاپگر کامپیوتر پشتیبانی می‌کند که هر کدام به درایور چاپگر مخصوص به خود نیاز دارند. پشتیبانی چاپگر این شرکت با چاپگرهای چرخ دنده‌ای و ماتریس نقطه‌ای بسیار قوی است، اما با فونت‌های PostScript و چاپگرهای لیزری کمتر است.
شرکت Ashton-Tate هرگز نسخه ویندوز را رونمایی نکرد. این شرکت تلاش‌های توسعه MultiMate را در پلتفرم‌های VMS و Unix متوقف کرد و یک گروه توسعه در دوبلین ، ایرلند را تعطیل کرد. این محصول پس از خریداری شدن Ashton-Tate توسط Borland ، کنار گذاشته شد.

## پذیرش
مجله PC در فوریه ۱۹۸۳ اظهار داشت که MultiMate «عملاً کامپیوتر شما را به یک پردازشگر متن اختصاصی شبیه Wang تبدیل می‌کند» و «بسیار سریع، آسان برای یادگیری و توانمند» با ویژگی‌های فراوان است. در این بررسی به عدم توانایی این برنامه در استفاده از بیش از ۱۲۸ کیلوبایت رم اشاره شده است، اما مستندات و راهنمای داخلی آن مورد ستایش قرار گرفته و اظهار شده است که بسیاری از دستورات به نصف تعداد کلیدهای معادل WordStar نیاز دارند. در این بررسی نتیجه گرفته شده است که «MultiMate یک سر و گردن بالاتر از بسیاری از [پردازشگرهای متن IBM PC] اگر نگوییم اکثر آنها... یک شرکت‌کننده چشمگیر» قرار دارد.  این مجله در مارس ۱۹۸۴ گزارش داد که نسخه ۳.۲ به طور قابل توجهی کندتر از ۳.۱۱ است که شرکت آن را به حفاظت بیشتر از داده‌ها نسبت داد. 
مجله بایت در نوامبر ۱۹۸۴ نظر مثبت‌تری داشت. این مجله هنگام ارزیابی MultiMate 3.11 و Leading Edge Word Processor ، به «ناهماهنگی‌های آزاردهنده» در رابط کاربری و مستندات ۳.۱۱، اشکالی که «می‌تواند فایل‌های شما را خراب کند» و سایر نقص‌ها اشاره کرد. این منتقد، نویسنده کتاب‌هایی در مورد MultiMate و WordStar، به این نتیجه رسید که یادگیری هر دو MultiMate و Leading Edge Word Processor برای تازه‌کارها آسان است و ویژگی‌های زیادی برای جلوگیری از از دست دادن داده‌ها دارند، اما به دلیل رویه‌های «سخت رمزگشایی، دست و پا گیر و گاهی خطرناک» برای پروژه‌های پیچیده نامناسب هستند.  یک نقد جداگانه در این مجله، نسخه ۳.۲۰ را به دلیل پشتیبان‌گیری‌ها و اقدامات حفاظتی فراوان «بسیار ایمن» توصیف کرد و ویژگی‌های قالب‌بندی، قابلیت سفارشی‌سازی و کیفیت خط کمک رایگان (بسیار شلوغ) را ستود. این بررسی، MultiMate را به دلیل تأکید بیش از حد بر ایمنی، «بدترین بسته» از بین پنج پردازشگر متن آزمایش‌شده نامید، از راهنمای داخلی و عملکرد کند آن انتقاد کرد و گزارش داد که به دلیل کیفیت پایین آن، قادر به استفاده از غلط‌یاب املایی نیست. بررسی‌کننده اشاره کرد که نسخه 3.30 MultiMate هنگام انتشار مقاله در حال ارسال بوده است. 
اینفوورلد در ژوئیه ۱۹۸۷ اعلام کرد: «Multimate Advantage II بالاخره به برنامه‌های پردازش متن ریزپردازنده‌های رایج رسیده است». این مجله قابلیت‌های ادغام ایمیل، پشتیبانی از چاپگر و مستندسازی آن را تأیید کرد، اما از صفحه‌بندی، عدم فهرست‌بندی و عدم توانایی آن در مدیریت اسناد بزرگتر از ۱۲۸ کیلوبایت انتقاد کرد. اینفوورلد نتیجه گرفت که MultiMate «محصولی بسیار خوب و بسیار بهبود یافته نسبت به نسخه‌های قبلی خود» است، از نظر کنشکرد پایین‌تر از WordPerfect، ولی برابر با Samna IV و برتر از Officewriter 5 است. 
شرکت Computer Intelligence در سال ۱۹۸۷ تخمین زد که اشتون-تیت ۱۷ درصد از بازار پردازشگرهای متن کامپیوترهای شخصی فهرست فُرْتون ۱۰۰۰ را در دست دارد و پس از IBM و MicroPro با ۲۵ درصد، در جایگاه دوم جای دارد. یک نگرسنجی از اعضای موسسه حسابداران رسمی آمریکا در سال ۱۹۹۰ نشان داد که 5 درصد از پاسخ دهندگان از MultiMate به عنوان پردازشگر نوشتار خود کاربری می‌کنند. 

## همچنین ببینید
- فهرست پردازشگرهای متن